# Harpactea korgei
Harpactea korgei este o specie de păianjeni din genul Harpactea, familia Dysderidae, descrisă de Brignoli, 1979.
Este endemică în Turcia. Conform Catalogue of Life specia Harpactea korgei nu are subspecii cunoscute.